# Municipio de Buchanan (Dakota del Norte)
El municipio de Buchanan (en inglés: Buchanan Township) es un municipio ubicado en el condado de Stutsman en el estado estadounidense de Dakota del Norte. En el año 2010 tenía una población de 99 habitantes y una densidad poblacional de 1,07 personas por km².

## Geografía
El municipio de Buchanan se encuentra ubicado en las coordenadas 47°0′53″N 98°46′30″O / 47.01472, -98.77500. Según la Oficina del Censo de los Estados Unidos, el municipio tiene una superficie total de 92.91 km², de la cual 87,8 km² corresponden a tierra firme y (5,49 %) 5,1 km² es agua.

## Demografía
Según el censo de 2010, había 99 personas residiendo en el municipio de Buchanan. La densidad de población era de 1,07 hab./km². De los 99 habitantes, el municipio de Buchanan estaba compuesto por el 95,96 % blancos, el 1,01 % eran amerindios, el 1,01 % eran asiáticos y el 2,02 % eran de una mezcla de razas. Del total de la población el 0 % eran hispanos o latinos de cualquier raza.